# Crisia cribraria
Crisia cribraria is een mosdiertjessoort uit de familie van de Crisiidae. De wetenschappelijke naam van de soort is voor het eerst geldig gepubliceerd in 1854 door Stimpson.